# رحیم‌الدین خان
رحیم‌الدین خان (انگلیسی: Rahimuddin Khan; ۲۱ ژوئیهٔ ۱۹۲۶ – ۲۲ اوت ۲۰۲۲) سیاست‌مدار و افسر نظامی پاکستانی بود. او از سال ۱۹۸۴ تا ۱۹۸۷ به عنوان چهارمین رئیس کمیته مشترک ستاد مشترک پاکستان خدمت کرد، از سال ۱۹۷۸ تا ۱۹۸۴ مسئولیت فرمانداری بلوچستان را به عهده داشت. وی همچنین در سال ۱۹۸۸ به عنوان شانزدهمین فرماندار سند خدمت کرد. وی در طول دوره خدمت خود موفق به اخذ ستاره بسالت و هلال امتیاز شد.